# M. J. Rhett
Malcolm Jaleel Rhett (nacido el 15 de noviembre de 1992 en Hopkins, Carolina del Sur), más conocido como M. J. Rhett, es un baloncestista estadounidense nacionalizado dominicano que con 2,06 metros (6 pies y 9 pulgadas) de estatura, juega en las posiciones de ala-pívot y pívot. Actualmente juega en Boulazac Basket Dordogne de la Pro A francesa.

## Trayectoria
Es un pívot nacionalizado dominicano e internacional con la selección caribeña, formado durante tres temporadas en los Tennessee State Tigers y una temporada en Ole Miss en la 2014-2015.
En junio de 2016, Rhett fue contratado por los Leones de Santo Domingo de la Liga Nacional de Baloncesto de República Dominicana y nacionalizado dominicano para jugar en el equipo como jugador nativo.
En la temporada 2017-18, juega en el Flamengo de Brasil, club en el que disputó 38 partidos entre torneo doméstico y DIRECTV Liga Sudamericana. En el campeonato brasileño, promedió 5.81 puntos y tres rebotes por encuentro, en 14.4 minutos por aparición.
En enero de 2019, llega a Argentina para jugar en las filas del Obras Basket, pero sería cortado un mes después.
En la temporada 2019-20, jugaría en Europa tras participar con KK Cibona en Croacia y PAOK BC en Grecia.
El 17 de julio de 2020, Rhett firma por el GTK Gliwice de la PLK.
El 2 de diciembre de 2020, cambia de equipo en Polonia y se compromete con el MKS Dąbrowa Górnicza de la PLK.
El 31 de marzo de 2021, tras comenzar sin equipo la temporada 2020-21, firma por el Boulazac Basket Dordogne de la Pro A francesa, hasta el final de la temporada.